# Gymnázium Nad Kavalírkou
Gymnázium Nad Kavalírkou je pražské osmileté gymnázium sídlící v Košířích v Praze 5. Škola má v současnosti 18 tříd. V minulosti gymnázium zaznamenalo různé sportovní, kulturní i vědomostní úspěchy; v roce 2011 patřilo mezi deset nejlepších středních škol v republice a i v roce 2020 bylo považováno za výběrové. Zřizovatelem školy je hlavní město Praha.

## Vybavení školy
Součástí vybavení školy je knihovna, školní klub, jídelna, víceúčelové hřiště s umělým osvětlením a trávou, horolezecká stěna, zahrada sloužící k výuce pěstitelských prací a další studijně-volnočasové aktivity (keramická pec, hrnčířský kruh).

## Sbor Besharmonie
Na gymnáziu působí sbor Besharmonie, který se pravidelně účastní nejrůznějších pěveckých soutěží a reprezentuje školu v Česku i v zahraničí. Vedoucím tohoto sboru je Libor Sládek, který zvítězil v 7. ročníku ankety Zlatý Ámos (1999/2000) a byl tak nositelem titulu nejoblíbenější učitel.

## Vedení školy

### Ředitelé školy
- RNDr. Jaroslava Beránková (1. září 1991 – 30. června 1992)
- Mgr. Jiří Matějka (1. září 1992 – 27. prosince 2023)
- Mgr. Josef Růžička (2024 – současnost)

### Zástupci ředitele školy
- PhDr. Vladimír Nezkusil (1. září 1991 – 30. června 1992)
- PaedDr. Zdena Bednářová (1. září 1992 – 2004)
- PhDr. Petr Hamšík (1997–2009)
- Mgr. Zdeněk Kříž (2009–2015)
- Mgr. Jarmila Hlináková (2004–současnost)
- Mgr. Josef Růžička (2015–2024)
- PhDr. Jan Novák (2024 - současnost)

### Výchovný poradce
- Mgr. Eva Kiršbaumová (2008–současnost)

## Fotogalerie

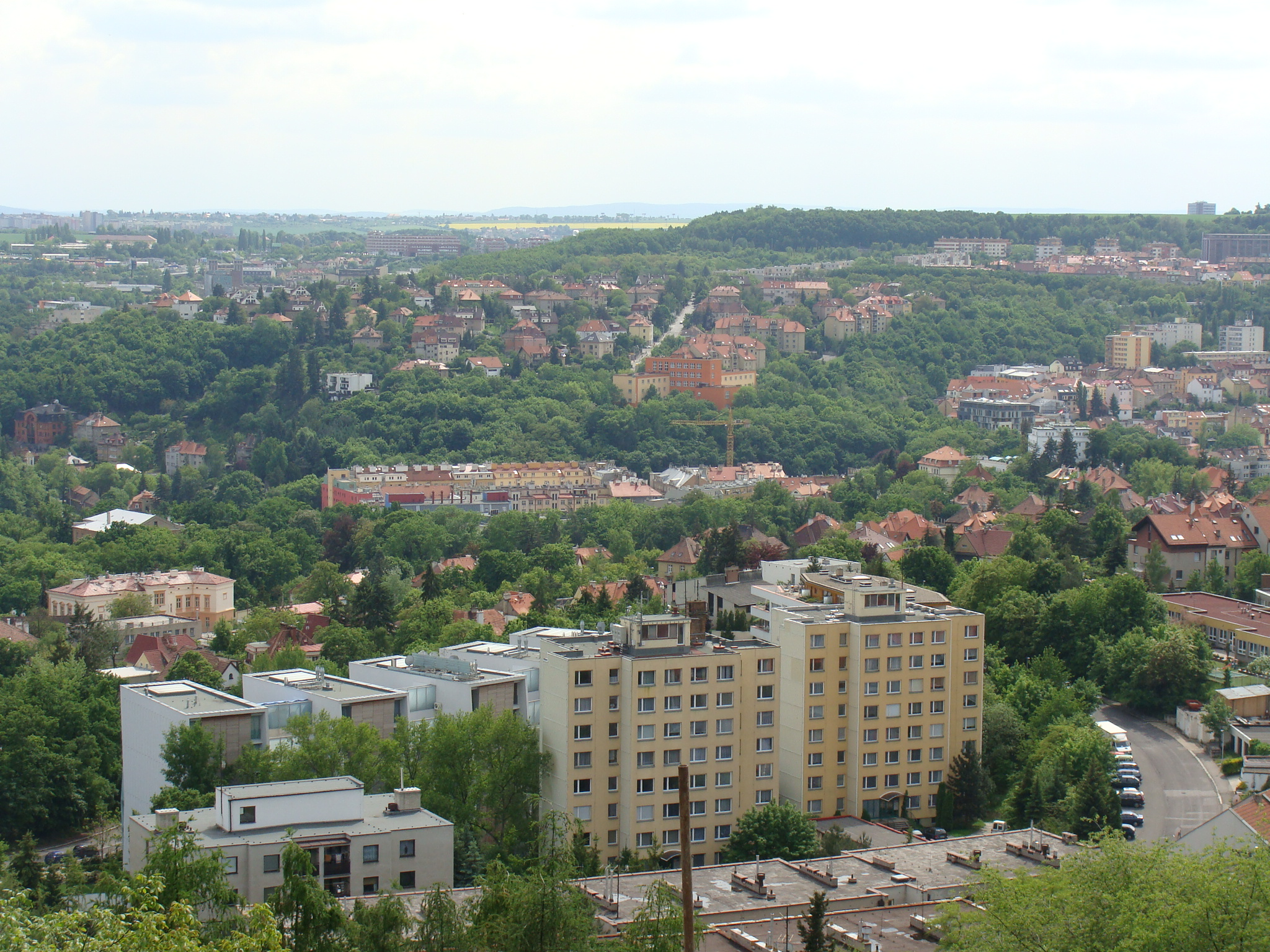
Pohled na gymnázium Nad Kavalírkou ze Strahova
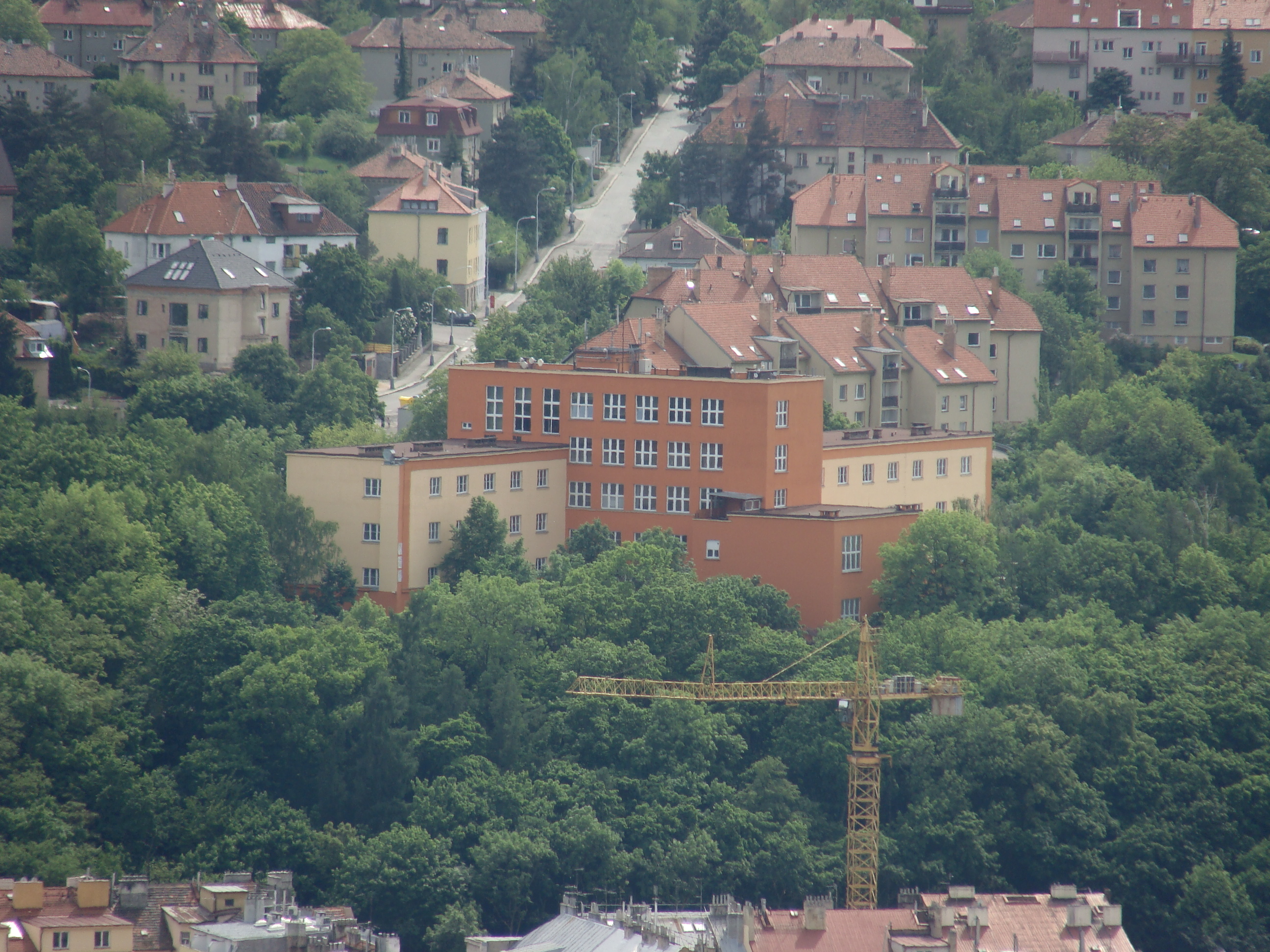
GNK ze Strahova (detail)
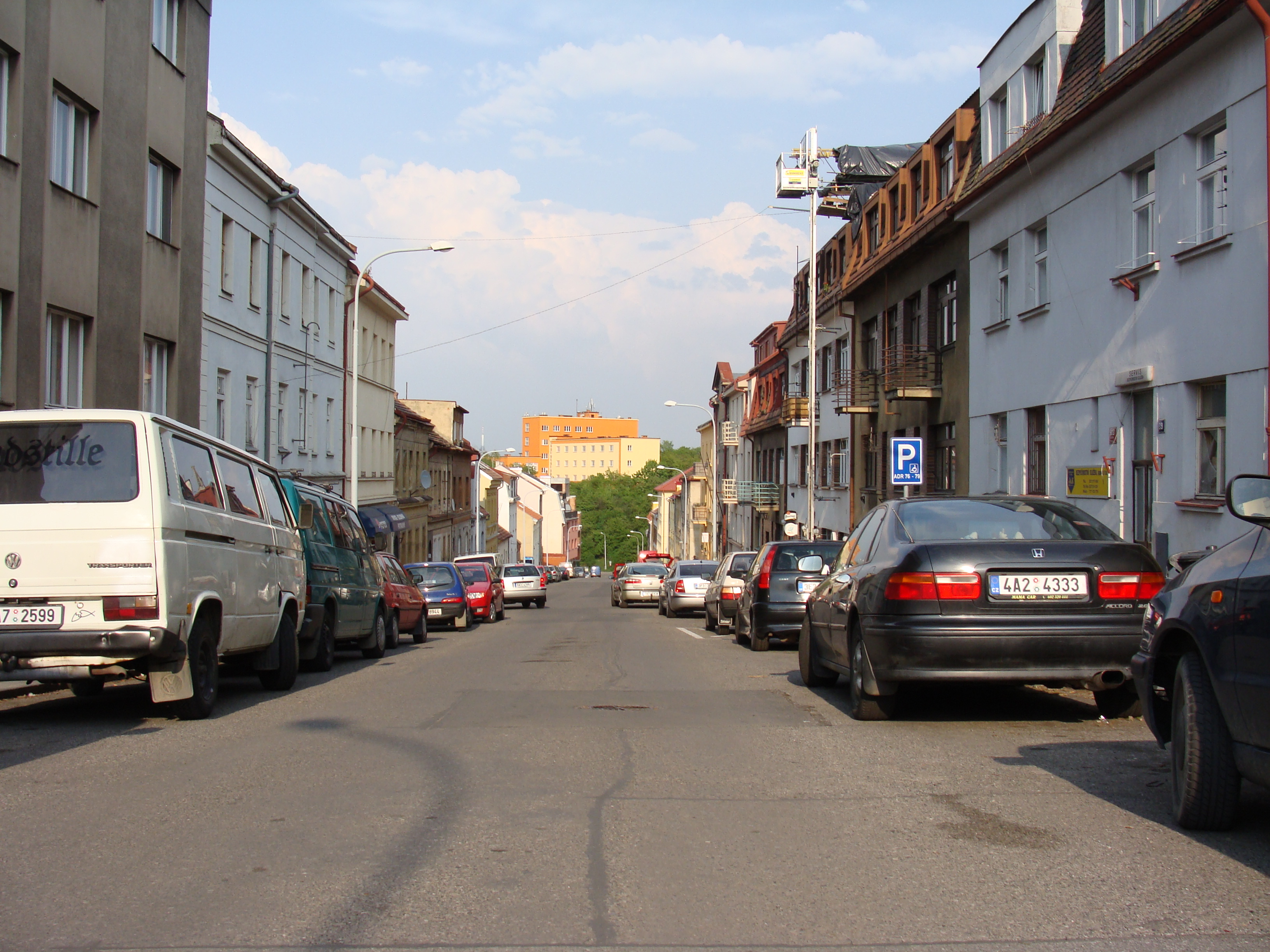
GNK z ulice Musílkova
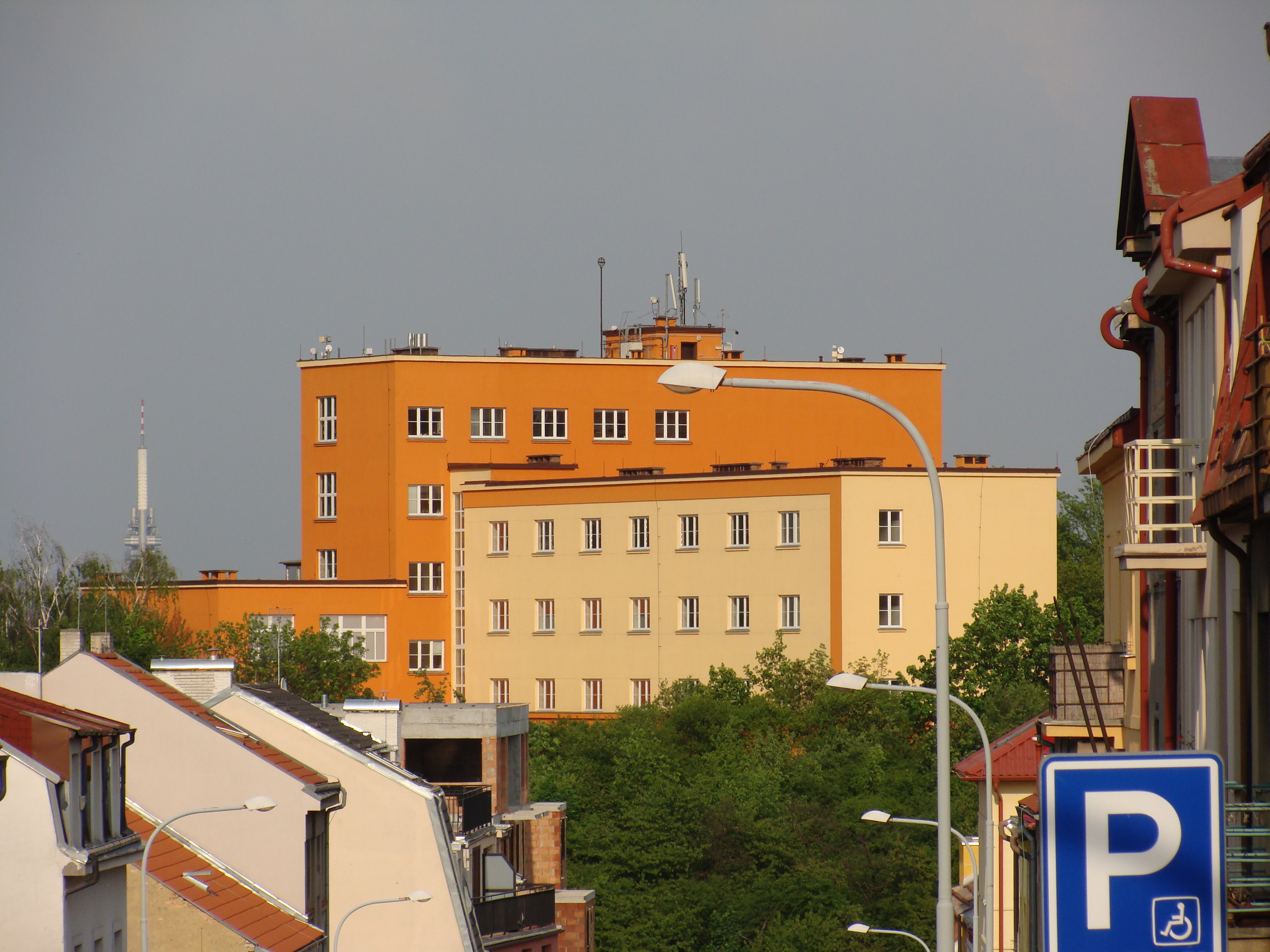
GNK z ulice Musílkova (detail)